# Henri Kontinen
Henri Kontinen (n. 19 iunie 1990) este un jucător profesionist de tenis din Finlanda, care este fost numărul 1 mondial la dublu.
După ce a fost forțat să-și pună capăt carierei la simplu la o vârstă fragedă din cauza accidentărilor, după ce cea mai bună clasare a sa la simplu a fost locul 220 mondial, Kontinen a devenit un jucător de succes la dublu. El este de două ori campion de Grand Slam, după ce a câștigat Australian Open 2017 cu John Peers la dublu masculin și Campionatele de la Wimbledon 2016 la dublu mixt alături de Heather Watson. Kontinen și Peers au câștigat și Finala ATP 2016 și 2017 și au ajuns în finală la Australian Open 2019. 
El a câștigat 21 de titluri la dublu în ATP Tour și a devenit pentru prima dată numărul 1 mondial la 3 aprilie 2017, petrecând 26 de săptămâni în fruntea clasamentului. Kontinen și Peers au câștigat, de asemenea, trei titluri la nivelul Masters 1000. El a reprezentat Finlanda la Cupa Davis din 2008, adesea alături de fratele său mai mic, Micke, care este el însuși un fost jucător de tenis. 